# Sozialversicherungsabkommen
Ein Sozialversicherungsabkommen (SVA) ist ein völkerrechtlicher Vertrag zwischen zwei Staaten oder Nationen, durch den ihr Sozialversicherungsrecht koordiniert wird. Aus Sicht der Sozialversicherten führt er dazu, dass gleiche oder ähnliche Leistungen der Heimat-Sozialversicherung auch im Hoheitsgebiet des anderen Staates in Anspruch genommen werden können.
Praktische Relevanz haben solche Abkommen bei unvorhersehbaren Ereignissen wie Krankheit und Unfall oder auch beim Transfer von Renten aus der gesetzlichen Rentenversicherung oder gesetzlichen Unfallversicherung z. B. nach der Rückkehr von Gastarbeitern ins Heimatland oder dem Umzug von Deutschen ins Ausland. Darüber hinaus regeln die Abkommen im besonderen die Versorgung der Werkvertragsarbeitnehmer bei Krankheit oder nach einem Arbeitsunfall.
Aus Sicht der Beitragsentrichtung an die Sozialversicherungsträger haben solche Abkommen generelle Relevanz. Beispielsweise kann eine Person in einem Staat wohnen, in anderen Staaten aber arbeiten. Hier stellt sich nicht nur die Frage, die Einkommensteuergesetzgebung welchen Staates anwendbar ist, sondern auch welchen Sozialversicherungssystemen gegenüber ein Betroffener zugehörig, beitragspflichtig und anspruchsberechtigt ist.
In den Mitgliedsländern der EU und den Mitgliedsländern des EWR sowie mittelbar auch in der Schweiz gilt das Europarecht mit weitergehender Bedeutung, durch das Handels- und Kooperationsabkommen zwischen der Europäischen Union und dem Vereinigten Königreich gilt das darin enthaltene Protokoll zur Koordinierung der sozialen Sicherheit, das im Wesentlichen die bisher innerhalb der EU geltenden Bestimmungen spiegelbildlich übernimmt (Siehe hierzu auch: Europäisches Sozialrecht.)

## Deutschland
Sozialversicherungsabkommen regeln die Rechtsbeziehung mit genau einem Land und enthalten Abgrenzungsnormen. Diese vermeiden, dass auf ein und dieselbe Beschäftigung sowohl die deutschen als auch die ausländischen Rechtsvorschriften über die Versicherungspflicht anzuwenden sind (Vermeidung einer Doppelversicherung). Dies gilt nur in Bezug auf Versicherungszweige, die vom jeweiligen Abkommen erfasst werden und nicht, wie im EU-Raum / EWR-Raum / Schweiz, für alle Sozialversicherungszweige.
Im Jahr 2016 wurden für das Deutsch-Türkische Sozialversicherungsabkommen 7,9 Millionen Euro ausgegeben.

### Abkommen
Die Bundesrepublik Deutschland vereinbarte mit folgenden Ländern zweiseitige Sozialversicherungsabkommen:
| Sozialversicherungsabkommen mit den erfassten Versicherungszweigen sowie Zeitpunkten des Inkrafttretens | Sozialversicherungsabkommen mit den erfassten Versicherungszweigen sowie Zeitpunkten des Inkrafttretens | Sozialversicherungsabkommen mit den erfassten Versicherungszweigen sowie Zeitpunkten des Inkrafttretens | Sozialversicherungsabkommen mit den erfassten Versicherungszweigen sowie Zeitpunkten des Inkrafttretens | Sozialversicherungsabkommen mit den erfassten Versicherungszweigen sowie Zeitpunkten des Inkrafttretens | Sozialversicherungsabkommen mit den erfassten Versicherungszweigen sowie Zeitpunkten des Inkrafttretens | Sozialversicherungsabkommen mit den erfassten Versicherungszweigen sowie Zeitpunkten des Inkrafttretens |                                                         |
| Land | Krankenversicherung                                                                                     | Pflegeversicherung                                                                                      | Rentenversicherung                                                                                      | Arbeitslosenversicherung                                                                                | Unfallversicherung                                                                                      | in Kraft seit                                                                                           | Zeitraum der Weitergeltung deutscher Rechtsvorschriften |
| --- | --- | --- | --- | --- | --- | --- | ------------------------------------------------------- |
| Albanien                                                                                                | | | x | | | 01.12.2017                                                                                              | 24 Monate                                               |
| Australien                                                                                              | | | x | | | 01.01.2003                                                                                              | 48 Monate                                               |
| Bosnien und Herzegowina                                                                                 | x | | x | x | x | 01.09.1969                                                                                              | keine feste zeitliche Begrenzung                        |
| Brasilien                                                                                               | | | x | x | x | 01.05.2013                                                                                              | 24 Monate                                               |
| Chile                                                                                                   | | | x | x | | 01.01.1994                                                                                              | 36 Monate                                               |
| Volksrepublik China                                                                                     | | | x | x | | 04.04.2002                                                                                              | 48 Monate                                               |
| Indien                                                                                                  | | | x | x | | 01.10.2009                                                                                              | 48 Monate                                               |
| Israel                                                                                                  | x | | x | | x | 01.05.1975                                                                                              | keine feste zeitliche Begrenzung                        |
| Japan                                                                                                   | | | x | x | | 01.02.2000                                                                                              | 60 Monate                                               |
| Kanada (und Provinz Quebec)                                                                             | | | x | x | | 01.04.1988                                                                                              | 60 Monate                                               |
| Südkorea                                                                                                | | | x | x | | 01.01.2003                                                                                              | 24 Monate                                               |
| Kosovo                                                                                                  | x | x | x | x | x | 01.09.1969                                                                                              | keine feste zeitliche Begrenzung                        |
| Marokko 1)                                                                                              | x | | x | x | x | 01.08.1986                                                                                              | 36 Monate                                               |
| Nordmazedonien                                                                                          | x | x | x | x | x | 01.11.1969                                                                                              | 24 Monate                                               |
| Moldau                                                                                                  | | | x | x | | 01.03.2019                                                                                              | 24 Monate                                               |
| Montenegro                                                                                              | x | | x | x | x | 01.09.1969                                                                                              | keine feste zeitliche Begrenzung                        |
| Philippinen                                                                                             | | | x | x | | 01.06.2018                                                                                              | 48 Monate                                               |
| Serbien                                                                                                 | x | | x | x | x | 01.09.1969                                                                                              | keine feste zeitliche Begrenzung                        |
| Türkei                                                                                                  | x | | x | x | x | 01.11.1965                                                                                              | keine feste zeitliche Begrenzung                        |
| Tunesien 1)                                                                                             | x | | x | | x | 01.08.1986                                                                                              | 12 Monate                                               |
| Uruguay                                                                                                 | | | x | | | 01.02.2015                                                                                              | 24 Monate                                               |
| Vereinigte Staaten                                                                                      | | | x | | | 01.12.1979                                                                                              | 60 Monate                                               |

1) Die Abkommen mit Marokko und Tunesien gelten nur für Staatsangehörige der jeweiligen Vertragsstaaten. 
Bei allen anderen Abkommen spielt die Staatsangehörigkeit der Arbeitnehmer keine Rolle.
Mit der Ukraine wurde im November 2018 ein Abkommen unterzeichnet. Es bedarf vor seinem Inkrafttreten noch der Ratifizierung in beiden Ländern. Die Ratifizierung auf deutscher Seite erfolgte im November 2019 durch ein Zustimmungsgesetz des Deutschen Bundestages. Das ukrainische Parlament hat bisher aber noch keinen entsprechenden Beschluss gefasst, sodass das Abkommen noch nicht in Kraft getreten ist.
Mit Argentinien, Kasachstan und der Russischen Föderation wurden Verhandlungen aufgenommen.

### Zuständigkeit - Verbindungsstelle
Zuständig für die Abwicklung sind in der Regel die sogenannten Verbindungsstellen, die beispielsweise in Deutschland bei den Dachverbänden der einzelnen Sozialversicherungszweige angesiedelt sind.